# バリアブル印刷
バリアブル印刷（VDP: Variable Data Printing）とは、Variable Information Printing(VIP)とも呼ばれ、データに基づいて印刷する内容を変えて印刷を行うこと。版により固定的な内容を印刷する、古典的な印刷概念に対抗する概念である。ダイレクトメールの宛名印刷が典型的なバリアブル印刷である。

## 概要
例えば、ダイレクトメール(DM)などでは、住所や宛名の位置は同じだが、そこに表示すべき情報はそれぞれ異なる。このようにデータに基づいて内容を変えて印刷するのが典型的なバリアブル印刷である。マニュアル操作によって版を変えたりせず、印刷処理の一時停止がないことがポイントである。住所や宛名といったデータのソースは、外部ファイル(Microsoft Excel等)やデータベース(Microsoft SQL Server等)となる。
この宛先印刷のように、レイアウトが固定で、内容の一部だけを可変とする形式が想定されやすいが、本来デジタル印刷機では無版であることから、すべての内容が各々のページで異なっていても、特に影響はない。さまざまな可変レイアウト上に、可変データが示す画像などのさまざまなコンテンツを組み込むことも可能であり、例えば10,000部を一括印刷して10,000人の顧客に同じ内容のものを提供するのではなく、それぞれコンテンツが異なる10,000部を提供する、いわゆる”One-To-One”概念に親和性が高いといえる。従ってその普及に伴って様々な用途に広がってきた。
このようにバリアブル印刷は、印刷の基本はすべてが一律との観念に対比するものとして提示されてきたものである。可変であることが基本となれば、将来は死語となることも考えられる。
なお一般家庭でのはがき印刷等も、広い意味ではバリアブル印刷であるが、一般には一定以上のビジネス用途に対して使用されることがほとんどである。

## 分類
- DMなどの宛名印刷: 各種案内を多数の人に送る目的から、レイアウトを最適化する印刷組版体裁とよりも、まず高速に宛名を印字する事が求められていた。宛名だけの違いであることから、事前にアナログ印刷で大量に製作された印刷物に対して、宛名だけを印刷する方式である。
- 表示データがほとんど異なる: 例えば、銀行、保険会社、クレジット会社、公共料金の案内などでは、あて名だけでなく、利用明細や使用料といった宛先毎に異なるデータそのものも印刷される。この場合にはアナログ印刷でカラーの枠等を印刷し、その後白黒等の一色での印刷という形態と、デジタル印刷で最初からフルカラー（あるいは単色）印刷を行う形態がある。

- 特定データのパーソナライズ: かつてミーブックといわれたものも、絵本などの幼児向け本で主人公の名前の部分を顧客名に差し替えて印刷するという、ワードプロセッサーソフト（Microsoft Wordなど）の差し込み印刷の概念に近いもので、初期には、可変要素部分を適当な空白にしておき印刷し、後に、その空白部分に顧客名を改めて印刷していた。近年のフォトブックなどはデジタル印刷により、最初からすべて可変で印刷する形態となっている。

- 全面的なパーソナライズ: 古典的なバリアブル印刷では基本的なレイアウトは同一であることが暗黙の前提であったが、デジタル印刷においては本来そのような制約はないため、例えば、保険の契約内容に従って顧客別に仕組み図や約款といったコンテンツやレイアウトも可変とするものもある。さらにセグメンテーションなどに基づいて可変マーケティング情報を組み込む手法はトランスプロモ[3]と呼ばれる。なお、利用明細などトランザクショナルなデータを中心とするものと、カタログなどグラフィックスのようなクリエイティブを中心とするものの間の境界は必ずしも明確ではないが、結果としてコンテンツ生成に使用されるソフトウェアや、適用されるビジネス分野は異なっている。

## 実現方式
今日のバリアブル印刷では、印刷するコンテンツをPDFなどの形式で生成し、これを印刷機で印刷するプロセスとなっているため、印刷とコンテンツ生成の要素から成り立っている。

### 印刷技術
バリアブル印刷ではオフセット印刷機による事前印刷とデジタル印刷機の組み合わせと、デジタル印刷のみの2通りの方式があるが、インクジェット方式を始めとするデジタル印刷機の高速化とコスト低下により、後者が一般的となっている。要求が発生してから印刷物が届くまでの時間や、内容をよりパーソナライズする要件に応える意味で、今後はフルデジタル印刷によりシフトしていくことが予想される。
なおデジタル印刷では、最終的に印刷機が処理するTIFFなどのビットマップに変換するラスターイメージプロセッサ（RIP: Raster Image Processor）が重要となっている。これは高速化する印刷エンジンに対して、透明を使用するなどコンテンツが複雑化しており、RIPが追い付かない事態が懸念されるためである。通常のPDFフォーマットでは、全ページに静的なデータを含むレイアウトと可変データやイメージが含まれている可能性があり、これをすべて都度ラスターイメージプロセッサが処理することとなるが、こうしたRIP処理を助けるために、一般的なPDF以外のバリアブル印刷用フォーマットを用いる方式も提唱されてきた。
すなわち、レイアウトデータと非可変（常に同じ内容の画像・ロゴ等）の静的な要素は初回のみラスターイメージプロセッサに転送しておき、その都度転送した可変データと保存された静的データとを合成したラスターイメージを作成する方式である。この発想はメインフレーム用プリンタでの帳票印刷においてみられたオーバーレイ方式と似ているが、実装としてPPML（Personalized Print Markup Language）形式およびVariable Data Print (VDP)のためにISO 16612-2として制定されたPDF/VT形式がある。 PDF/VTでは、繰り返し使われるオブジェクト参照を示すことで、PPML同様に効率的なRIP処理を可能としているが、RIPソフトウェアによっては、内部的に共通・繰り返しオブジェクトを自動認識してキャッシュすることで高速化するテクニックを実装しているものもある。

### コンテンツ生成技術
トランザクショナルなデータ中心か、クリエイティブ中心か、といった用途や生成速度との関係などから、バリアブル印刷用のソフトウエアとしては、特に顧客向け高速大量処理を重視するExstreamを始めとするカスタマーコミュニケーションマネジメントソフトウェア、クリエイティブを重視するXMPieなど、Adobe InDesignやQuarkXPressのプラグインとして機能するHP SmartStream Designerなど、多種多様なソフトウエアが存在している。
また可変性を実現するためにあらかじめ用意されたテキストや画像をデータに応じて組込むのではなく、イメージバリアブルという、Adobe PhotoshopやAdobe Illustratorなどのバリアブル機能を用い、コンテンツに組込む画像自体に可変の文字列を合成する手法もある。同様に、Adobe Illustratorのグラフ機能や、DVIソフトなどのTeX関連のソフトウェアを利用し、可変データの画像変換をオンザフライで行いながら、バリアブルドキュメントに貼り込んでいくといったような、様々なツールを連携して期待する可変性を実現する方式もある。
このようにソフトウエアに求められる機能は幅広いが、次のような機能があげられる。
- レイアウトデザイン機能
- 動的なテキスト組み込み
- 動的な画像組み込み
- データに基づく動的な組み込みコンテンツ切り替え
- ページあふれ(フロー)機能
- 外部ソフトウェア連携機能
- 多様なフォント対応
- 各種入力データファイルフォーマット対応（固定長、CSV、XML、ODBC/JDBC、EXCEL、MDBなど）
- 幅広い印刷形式作成（PDF、PostScript、AFPなど）
- テキストあふれ処理機能（強制追いこみ、追い出し）
- 画像フィット機能（挿入フレームに対する縮小、拡大など）
- 人名字取機能（5字取、7字取、カスタム）
- ナンバリング用数値発生機能
- バーコード（郵便カスタマバーコード、JAN/NW7等1次元バーコード、QRコード等2次元バーコード）
- 文字修飾機能（段落、文字列への各種スタイル適用など）

## 今後の課題
バリアブル印刷には、これを必要とするイベントやトリガーがあり、また最終的な印刷物をターゲットに届けることが求められる。過去においては、大量のロットで一括処理することが一般的であったが、今日では毎日あるいはオンデマンドの小ロットで連続的に実行するニーズもある。一方で低コストを実現するインクジェット方式のデジタル印刷機は大型であり、投資金額も高額となるため、高い稼働率による効率的な活用が求められている。このような一見矛盾する要求を実現するために、リクエストを仮想的にアグリゲーションし、また印刷機も時には印刷会社の枠を超えてアグリゲーションする動きが現れている。これは印刷が製造からサービスに移行するものとも考えられ、注目される。
バリアブル印刷は文字通り印刷を目的としているが、これを求めるビジネス要件ではEメールやWeb、モバイルといった電子メディア向けコンテンツへの対応も同時に必要とする場合もあり、今後はよりその傾向が強まるものと予測される。これには、印刷のために使用するクリエイティブやテキストなどのコンテンツをWebなどと共用する意味と、ひとつの製作プロセスあるいはソフトウェアで、印刷向けの他にEメールやWeb、モバイル向けコンテンツを生成する意味がある。前者はバリアブル印刷とDAM（デジタル資産管理）やWCMS(Web CMS)との連携であり、後者はマルチチャネル対応と呼ばれる。

## 適用印刷物
宛名（DM、年賀状、インボイス）、カード（名刺、名札）、ナンバリング（チケット）、ラベル（POP、商品添付ラベル、発送状）、情報誌（商品カタログ、不動産情報、求人案内、ツアーパンフレット）、賞状（修了書、認定書）、リスト（名簿、部品）、証書（契約書、約款）

## デジタル印刷機
- HP Inc.
- ゼロックス
- キヤノン
- リコー
- コニカミノルタ

## バリアブル印刷用ソフトウエア
- FusionPro
- モリサワ MVP
- マルチプリント・イン
- SpicyLibraCS
- HP SmartStream Designer
- XMPie
- Adobe InDesign CC Server
- OpenText Exstream
- GMC Inspire